# Hymedesmia aurantiaca
Hymedesmia aurantiaca är en svampdjursart som beskrevs av Claude Lévi 1963. Hymedesmia aurantiaca ingår i släktet Hymedesmia och familjen Hymedesmiidae. Inga underarter finns listade i Catalogue of Life.